# Иллакович, Казимера
Казиме́ра Иллако́вич (пол. Kazimiera Iłłakowiczówna, для друзей Iłła, 6 августа 1892, Вильна — 16 февраля 1983, Познань) — польская поэтесса. Печаталась под «мужским» вариантом фамилии (в русском языке он вообще принят при транскрибировании фамилий незамужних польских женщин).

## Биография
Внебрачный ребёнок. Её дед по отцу, Томаш Зан, принадлежал к кругу филоматов, дружил с Адамом Мицкевичем. Рано потеряла отца и мать, воспитывалась родственниками в усадьбе под Двинском (ныне Даугавпилс). Росла на перекрёстке языков. Училась в русской гимназии в Двинске, жила в Санкт-Петербурге (1904—1905, 1907).

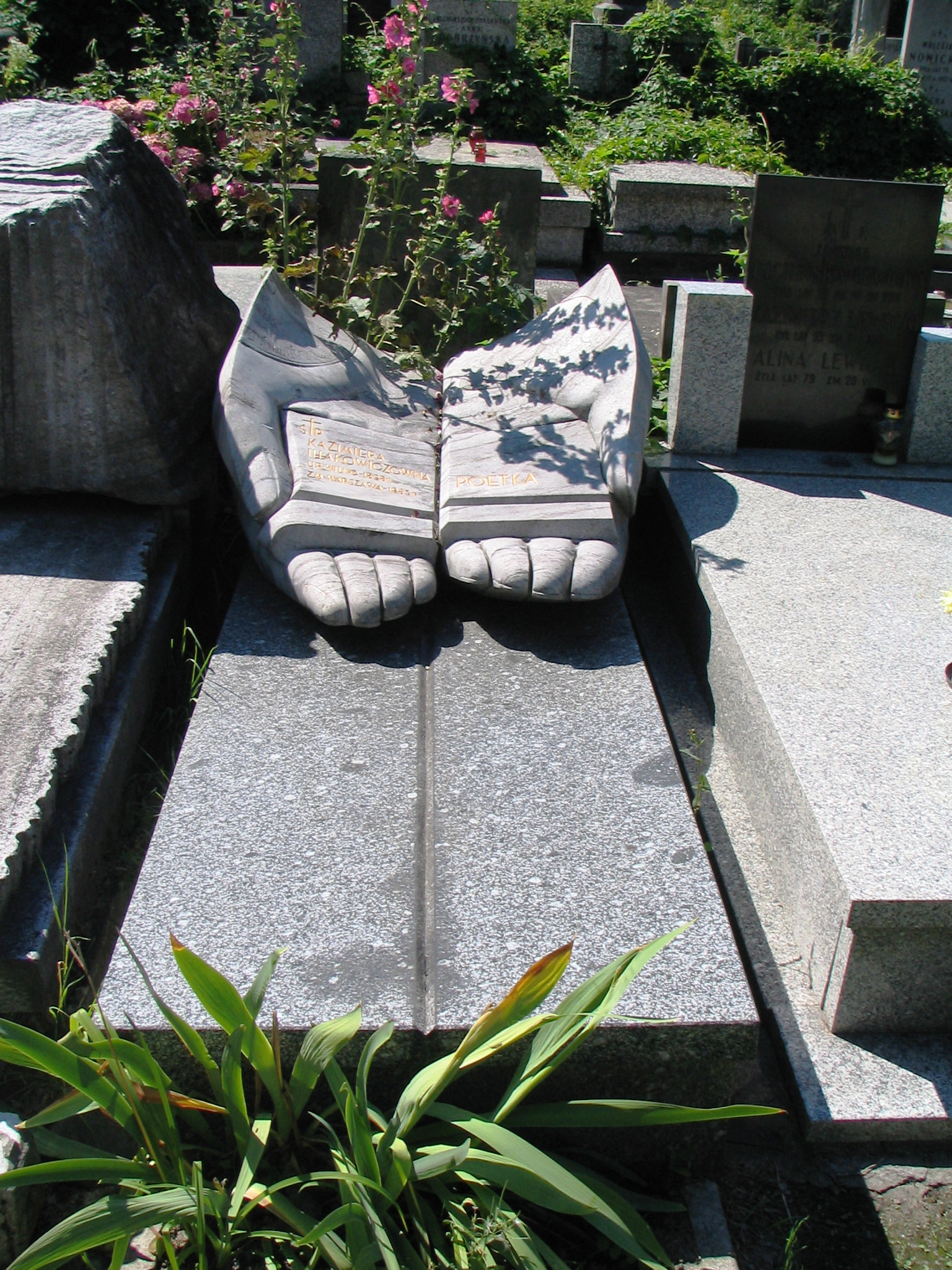
Могила Казимеры Иллакович на кладбище Повонзки

Училась в Женеве, в 1908—1909 годах — в Оксфорде, в 1910—1914 — в Ягеллонском университете в Кракове, где познакомилась с Юзефом Пилсудским. В годы Первой мировой войны служила санитаркой в российской армии, награждена Георгиевским крестом за храбрость.
В 1917—1918 жила в Петрограде, работала корректором в типографии. С 1918 года служила в польском МИДе, в 1926—1935 годах была секретарём Пилсудского по делам жалоб и прошений, после смерти маршала вернулась в МИД. В 1936—1938 ездила по странам Европы с лекциями о Пилсудском. В 1939 году переехала в Румынию, где провела годы войны в Клуже, давала уроки языков, выучила румынский и венгерский. В 1947 году вернулась в Польшу. До 1954 года на родине публиковались только её переводы. Последние годы жизни, после нескольких операций катаракты, провела слепой. Жила и скончалась в Познани.
Похоронена в Варшаве, на кладбище Старые Повонзки.

## Творчество
Дебютировала в кругу Молодой Польши. Была близка к поэтам Скамандра. Дружила с Марией Домбровской (Домбровская в Дневнике сравнивала Иллакович со Святой Терезой), Виткевичем, Тувимом. В метафизической лирике Иллакович ощутимо влияние поэзии барокко (Ю.Бака), польского романтизма, лирики Лесьмяна. Стихи поэтессы о Катыни и расстреле восстания рабочих в Познани (1956) были опубликованы в Польше лишь после 1989.
Автор книг стихотворений и сказок для детей, мемуарной прозы, нескольких драм. Переводила Гёте (Эгмонт), Л.Толстого (Анна Каренина), Бёлля (Хлеб ранних лет), стихотворения Эндре Ади, Эмили Дикинсон.

## Книги стихов
- Ikarowe loty (1911)
- Trzy struny (1917)
- Śmierć Feniksa (1922)
- Rymy dziecięce (1923)
- Połów (1926)
- Obrazy imion wróżebne (1926)
- Płaczący ptak (1927)
- Popiół i perły (1930)
- Słowik litewski (1936)
- Wiersze o Marszałku Piłsudskim 1912—1935 (1936)
- Wiersze bezlistne (1942)
- Lekkomyślne serce (1959)
- Wiersze dziecięce (1959)
- Szeptem (1966)
- Ta jedna nić. Wiersze religijne (1967)
- Liście i posągi (1968)
- Odejście w tło (1976)

## Признание
Поэтический дар, человеческие качества и гражданская позиция Иллакович всегда вызывали глубочайшее уважение.
Премия г. Вильно (1930), Государственная литературная премия (1935), премия Министерства литературы и искусства (1967), премия г. Познань (1968) и другие награды. Почетный доктор университета Адама Мицкевича в Познани (1981).
С 1983 вручается премия Казимиры Иллакович за лучший поэтический дебют. В 1984 комната поэтессы в коммунальной квартире в Познани превращена в музей.
Музыку на стихи Иллакович писали Кароль Шимановский (), Витольд Лютославский и другие польские композиторы.

## Публикации на русском языке
- Стихи. Пер. с польск. и вступл. Н.Астафьевой // Иностранная литература 1974 № 12, с.3-11 [Стихи]. Пер. с польск. Н.Астафьевой //Польша 1976 № 3
- [Стихи] // Польские поэты. Стафф. Иллакович. Пшибось. Ружевич. Шимборская. М. Худож.лит. 1978 с.97-136 Переводы Н.Астафьевой, Е.Благининой, Ю.Мориц, Д.Самойлова
- Из книги стихов «Пепел и перлы». Пер. и предисл. Н.Астафьевой//Даугава 1996 № 6 cc.127-130
- [Стихи] // Н.Астафьева, В.Британишский Польские поэты ХХ ыека. Антология т. I СПб: Алетейя, 2000 с.77-105
- [Стихи] // Астафьева Н. Польские поэтессы: Антология. СПб: Алетейя, 2002, с.106-163

Несколько стихотворений Иллакович перевела Елена Благинина (см.:  (недоступная ссылка)). Стихи Иллакович также переводили Глеб Ходорковский (), Станислав Чумаков (), Максим Мальков ().